# ميناء سوتيرا
ميناء سوتيرا هو منتجع يقع في مدينة كوتا كينابالو، صباح، ماليزيا. يضم فندقين من فئة 5 نجوم وملعب جولف مكون من 27 حفرة صممه جراهام مارش ومرسى يتسع لـ 104 رصيف ونادي جولف ريفي حصري، مع مرافق ترفيهية واسعة تطل على بحر الصين الجنوبي مع إطلالة خلفية على منتزه تونكو عبد الرحمن الوطني. في عام 2014، استحوذت شركة GSH Corporation ومقرها سنغافورة على المنتجع. يحتوي الفندقان ذوا الخمس نجوم على 956 غرفة في المجموع، مما يجعله أكبر منتجع على الإطلاق في كوتا كينابالو وبورنيو بشكل عام.